# Parlamentsbeteiligungsgesetz
Das Parlamentsbeteiligungsgesetz (ParlBG) ist ein deutsches Bundesgesetz, welches das Zustimmungserfordernis des Deutschen Bundestages zu Einsätzen bewaffneter deutscher Streitkräfte außerhalb des Geltungsbereichs des Grundgesetzes regelt. Die Feststellung, dass das Bundesgebiet mit Waffengewalt angegriffen wird oder ein solcher Angriff unmittelbar droht (Verteidigungsfall), treffen Bundestag und Bundesrates dagegen gem. Art. 115a GG (§ 1 Abs. 1 Satz 2 ParlBG). 
Das ParlBG ist die konkrete Umsetzung des Urteils des Bundesverfassungsgerichts vom 12. Juni 1994 im Rahmen der out-of-area-Debatte.

## Inhalt
In Deutschland hat der Deutsche Bundestag weitreichende Mitbestimmungsrechte hinsichtlich des Einsatzes der Streitkräfte im Ausland. Deshalb wird die Bundeswehr auch als Parlamentsarmee bezeichnet.
Grundsätzlich gilt der Parlamentsvorbehalt, d. h., dass Soldaten nicht ohne Zustimmung des Parlaments in Auslandseinsätze entsendet werden dürfen, bei denen sie in bewaffnete Unternehmungen einbezogen werden oder eine Einbeziehung zu erwarten ist.
Die Bundesregierung muss rechtzeitig vor Beginn des Auslandseinsatzes einen Antrag mit detaillierten Angaben über die geplante Zahl der Soldaten, deren Fähigkeiten, die voraussichtliche Dauer des Einsatzes und die Kosten im Deutschen Bundestag einbringen. Vorbereitende Maßnahmen und Hilfs- bzw. humanitäre Einsätze, bei denen Waffen nur zur Selbstverteidigung mitgeführt werden, gelten nicht als Einsatz.
Eine Einschränkung besteht bei Gefahr im Verzug, wenn der Einsatz keinen Aufschub duldet, und bei Rettungsmissionen, deren Bekanntwerden das Leben der Betroffenen gefährden würde. Hier muss jedoch die Bundesregierung den Bundestag umgehend mit dem Einsatz befassen. Verweigert das Parlament die nachträgliche Zustimmung, ist der Einsatz zu beenden.
Das Parlament hat zudem ein Rückholrecht, d. h., es kann die Zustimmung zu einem bereits zugestimmten Einsatz zu einem späteren Zeitpunkt widerrufen. Der Einsatz ist dann abzubrechen und die Soldaten sind zurückzuholen.
Für kleinere Auslandseinsätze mit wenigen Soldaten – z. B. Erkundungskommandos – sieht das Gesetz die Zustimmung in einem vereinfachten Verfahren vor. In diesem Fall reicht es, wenn die Regierung die Fraktionsvorsitzenden, die Vorsitzenden und die Obleute der Fraktionen des Auswärtigen- und des Verteidigungsausschusses informiert. Wenn nicht innerhalb von sieben Tagen eine Fraktion oder fünf Prozent der Abgeordneten eine Plenardebatte verlangen, gilt der Einsatz als genehmigt.

## Bayerisches Landesgesetz
Das Parlamentsbeteiligungsgesetz des Freistaat Bayern regelt die Beteiligung des Bayerischen Landtages an Entscheidungen der Bayerischen Staatsregierung, soweit diese gem. Art. 23 Abs. 2 GG über den Bundesrat an Angelegenheiten der Europäischen Union mitwirkt.